# Enganyapastors cuabarrat
L'enganyapastors cuabarrat (Nyctiprogne leucopyga) és una espècie d'ocell de la família dels caprimúlgids (Caprimulgidae) que habita la zona neotropical.

## Descripció
- Amb el disseny críptic típic d'un enganyapastors, fa uns 19 cm de llargària.
- Color general fosc, sense taques blanques a les ales. La cua és travessada per una banda blanca.

## Hàbitat i distribució
Viu als boscos i sabanes d'Amèrica del Sud, al sud de Colòmbia, sud i nord-est de Veneçuela, Guaiana Francesa, Brasil amazònic i nord i est de Bolívia.

## Subespècies
S'han descrit 5 subespècies dins aquesta espècie:
- N. l. exigua Friedmann, 1945. Est de Colòmbia i sud de Veneçuela.
- N. l. latifascia Friedmann, 1945. Sud de Veneçuela.
- N. l. leucopyga (von Spix, 1825). Est de Veneçuela, Guaiana Francesa i nord de Brasil.
- N. l. majuscula Pinto et Camargo, 1952. Nord-est del Perú, nord i est de Bolívia i oest i centre de Brasil.
- N. l. pallida Phelps et Phelps, 1952. Nord-est de Colòmbia i oest centre de Veneçuela.